# Station Gouy-lez-Piéton
Station Gouy-lez-Piéton is een spoorwegstation langs spoorlijn 117 (Luttre - 's Gravenbrakel) in Gouy-lez-Piéton, een deelgemeente van Courcelles. Het is nu een stopplaats.

## Treindienst
| Serie       | Treinsoort               | Route | Bijzonderheden                                                         |
| ----------- | ------------------------ | --- | ---------------------------------------------------------------------- |
| S 62        | S-trein Charleroi (NMBS) | Luttre – Gouy-lez-Piéton – Manage – La Louvière-Centrum – Charleroi-Centraal                                                                                   | Rijdt in het weekend tussen La Louvière-Centrum en Charleroi-Centraal. |
| L 4350C     | L-trein (NMBS)           | Charleroi-Centraal – Luttre – Gouy-lez-Piéton – Manage – La Louvière-Centrum                                                                                   | Rijdt op werkdagen tussen 's-Gravenbrakel en Manage.                   |
| P 7770/8770 | Piekuurtrein (NMBS)      | [ Manage – [ Luttre ] / [ Bergen – Quévy ] / [ 's-Gravenbrakel ] ] / [ La Louvière-Zuid – [ Bergen ] / [ Gouy-lez-Piéton – Luttre ] / [ Charleroi-Centraal ] ] | Rijdt alleen op werkdagen.                                             |

## Reizigerstellingen
De grafiek en tabel geven het gemiddeld aantal instappende reizigers weer op een week-, zater- en zondag.
| Tabel: aantal instappende reizigers station Gouy-lez-Piéton | Tabel: aantal instappende reizigers station Gouy-lez-Piéton | Tabel: aantal instappende reizigers station Gouy-lez-Piéton | Tabel: aantal instappende reizigers station Gouy-lez-Piéton |
|                                                             | Weekdag                                                     | Zaterdag                                                    | Zondag                                                      |
| ----------------------------------------------------------- | ----------------------------------------------------------- | ----------------------------------------------------------- | ----------------------------------------------------------- |
| 1977                                                        | 166                                                         | 17                                                          | 12                                                          |
| 1978                                                        | 175                                                         | 28                                                          | 22                                                          |
| 1979                                                        | 173                                                         | 27                                                          | 14                                                          |
| 1980                                                        | 129                                                         | 31                                                          | 30                                                          |
| 1981                                                        | 144                                                         | 30                                                          | 30                                                          |
| 1982                                                        | 193                                                         | 29                                                          | 23                                                          |
| 1983                                                        | 198                                                         | 16                                                          | 27                                                          |
| 1984                                                        | 145                                                         | 25                                                          | 22                                                          |
| 1985                                                        | 164                                                         | 38                                                          | 27                                                          |
| 1986                                                        | 121                                                         | 25                                                          | 22                                                          |
| 1987                                                        | 110                                                         | 28                                                          | 19                                                          |
| 1988                                                        | 135                                                         | 53                                                          | 40                                                          |
| 1989                                                        | 112                                                         | 30                                                          | 26                                                          |
| 1990                                                        | 142                                                         | 45                                                          | 36                                                          |
| 1991                                                        | 148                                                         | 54                                                          | 27                                                          |
| 1992                                                        | 162                                                         | 59                                                          | 36                                                          |
| 1993                                                        | 140                                                         | 41                                                          | 44                                                          |
| 1994                                                        | 137                                                         | 35                                                          | 18                                                          |
| 1995                                                        | 116                                                         | 28                                                          | 18                                                          |
| 1996                                                        | 143                                                         | 26                                                          | 36                                                          |
| 1997                                                        | 106                                                         | -                                                           | -                                                           |
| 1998                                                        | 173                                                         | 28                                                          | 43                                                          |
| 1999                                                        | 161                                                         | 23                                                          | 16                                                          |
| 2000                                                        | 177                                                         | 30                                                          | 29                                                          |
| 2001                                                        | 147                                                         | 20                                                          | 12                                                          |
| 2002                                                        | 143                                                         | 17                                                          | 10                                                          |
| 2003                                                        | 149                                                         | 19                                                          | 16                                                          |
| 2004                                                        | 134                                                         | 15                                                          | 12                                                          |
| 2005                                                        | 139                                                         | 18                                                          | 12                                                          |
| 2006                                                        | 189                                                         | 34                                                          | 20                                                          |
| 2007                                                        | 158                                                         | 17                                                          | 18                                                          |
| 2008                                                        | -                                                           | -                                                           | -                                                           |
| 2009                                                        | 145                                                         | 16                                                          | 19                                                          |
| 2010                                                        | -                                                           | -                                                           | -                                                           |
| 2011                                                        | -                                                           | -                                                           | -                                                           |
| 2012                                                        | 163                                                         | 22                                                          | 13                                                          |
| 2013                                                        | 186                                                         | 14                                                          | 11                                                          |
| 2014                                                        | 183                                                         | 18                                                          | 12                                                          |
| 2015                                                        | 135                                                         | 15                                                          | 6                                                           |
| 2016                                                        | 117                                                         | 10                                                          | 7                                                           |
| 2017                                                        | 93                                                          | 27                                                          | 10                                                          |
| 2018                                                        | 86                                                          | 17                                                          | 18                                                          |
| 2019                                                        | 109                                                         | 15                                                          | 13                                                          |
| 2020                                                        | 56                                                          | 14                                                          | 16                                                          |
| 2021                                                        | -                                                           | -                                                           | -                                                           |
| 2022                                                        | 93                                                          | 28                                                          | 18                                                          |
| 2023                                                        | 107                                                         | 50                                                          | 21                                                          |
| 2024                                                        | 102                                                         | 28                                                          | 20                                                          |

0,0: 's-Gravenbrakel ·
5,9: Écaussinnes ·
8,5: Marche-lez-Écaussinnes ·
12,0: Familleureux ·
14,2: Manage ·
18,6: Godarville ·
21,5: Gouy-lez-Piéton ·
24,6: Pont-à-Celles ·
26,9: Luttre